# Sis dies d'Essen
Els Sis dies d'Essen era una cursa de ciclisme en pista, de la modalitat de sis dies, que es corria a Essen (Alemanya). La seva primera edició data del 1960 i es va disputar fins al 1967. Fritz Pfenninger i Peter Post, amb tres victòries, foren els ciclistes que més vegades guanyaren la cursa.

## Palmarès
| Any  | Primers                               | Segons                           | Tercers                                  |
| ---- | ------------------------------------- | -------------------------------- | ---------------------------------------- |
| 1960 | Hans Jarosczewicz · Günther Ziegler   | Klaus Bugdahl · Gerrit Schulte   | Reginald Arnold · Ferdinando Terruzzi    |
| 1961 | Reginald Arnold · Ferdinando Terruzzi | Rudi Altig · Hans Junkermann     | Klaus Bugdahl · Jean Roth                |
| 1962 | Klaus Bugdahl · Fritz Pfenninger      | Rudi Altig · Hans Junkermann     | Emiel Severeyns · Rik Van Steenbergen    |
| 1963 | Rudi Altig · Hans Junkermann          | Peter Post · Rik Van Steenbergen | Klaus Bugdahl · Fritz Pfenninger         |
| 1964 | Rudi Altig · Hans Junkermann          | Klaus Bugdahl · Sigi Renz        | Palle Lykke Jensen · Rik Van Steenbergen |
| 1965 | Peter Post · Rik Van Steenbergen      | Rudi Altig · Hans Junkermann     | Palle Lykke Jensen · Freddy Eugen        |
| 1966 | Peter Post · Fritz Pfenninger         | Klaus Bugdahl · Sigi Renz        | Rudi Altig · Dieter Kemper               |
| 1967 | Peter Post · Fritz Pfenninger         | Sigi Renz · Hans Junkermann      | Horst Oldenburg · Dieter Kemper          |